# Piercia distinctata
Piercia distinctata är en fjärilsart som beskrevs av Walker 1862. Piercia distinctata ingår i släktet Piercia och familjen mätare. Inga underarter finns listade i Catalogue of Life.